# Copa Constitució 2005
La Copa Constitució 2005 és la 13a edició de la Copa d'Andorra de futbol.

## Ronda preliminar
- FC Santa Coloma B 3-0 Atlètic Club d'Escaldes
- Casa Estrella del Benfica 0-6 FC Lusitans
- UE Engordany 0-3 Inter Club d'Escaldes
- Deportiva La Massana - UE Engordany

## Quarts de final
S'incorporen els quatre primers classificats a la Primera Divisió.
- FC Santa Coloma B - CE Principat
- Inter Club d'Escaldes 0-4 FC Rànger's
- FC Lusitans 1-7 FC Santa Coloma
- FC Encamp 0-4 UE Sant Julià

## Semifinals
- UE Sant Julià 6-5 FC Rànger's
- CE Principat 0-1 FC Santa Coloma

## Final
| FC Santa Coloma | 2-1 | UE Sant Julià |
| --------------- | --- | ------------- |
|                 |     |               |

 Camp d'Esports d'Aixovall
(Sant Julià de Lòria)        